# Biegen (Briesen)
Biegen is een plaats in de Duitse gemeente Briesen, deelstaat Brandenburg, en telt 403 inwoners (2002).